# Герольдия
Герольдия (нем. Heroldsamt, лат. heraldus) — учреждение, ведающее толкованием и составлением гербов.

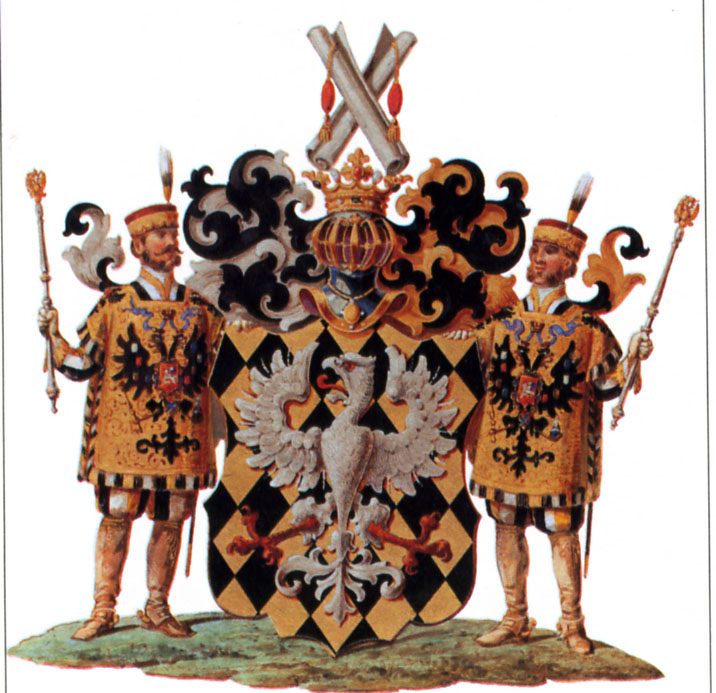
Герб рода Орлова, герольдмейстера: ОГ XIII, 128. Щитодержатели: два герольда в золотых одеяниях, украшенных Императорским орлом, малиновыми шляпами с перьями цветов Империи (белый, оранжевый, чёрный), держащие геральдические жезлы.

## История
В Западной Европе Средних веков герольды выполняли функцию глашатаев при дворах королей и крупных аристократов. Они выступали распорядителями на торжествах и рыцарских турнирах, поскольку умение представлять участников турниров неразрывно связывалось с практикой толкования гербов. Герольды ведали также составлением родословных. Людовик XIV в 1696 году утвердил первую должность герольдмейстера, в его обязанность входило хранить и составлять гербы французских фамилий. Подобные должности учреждаются и в других странах, например в Пруссии при короле Фридрихе I. В Берлине была создана первая в Европе кафедра геральдики.

## В России

### В Российской Империи
Зарождение русской геральдики произошло во второй половине XVII века, ещё при царе Алексее Михайловиче. В его время служилым сословием заведовал Разрядный приказ, но никаких дворянских (или боярских) гербов ещё не использовалось.
При учреждении Сената Петром I приказ этот был упразднён и в составе сенатской канцелярии открыт был особый Разрядный стол. Сенат «писал в чины», вёл списки служилому сословию, вызывал на смотры взрослых и недорослей, следил, чтобы никто не уклонялся от службы. Но с этой важной функцией Сенат, заваленный делами, справлялся неудовлетворительно: списки велись не совсем в порядке, о многих дворянах, в особенности живущих по поместьям, сведений не имелось. Отсюда указ 30 июля 1721 г., которым избранному Сенатом ближнему стольнику С. Колычёвe повелено произвести, с помощью учреждённой при нём Разборной канцелярии, общую ревизию служилого сословия. С этого, собственно, момента и должно считать начало герольдии: герольдмейстерские книги начинаются с ревизии Колычёва.
В 1722 году последний был назначен первым российским герольдмейстером, а взамен Разрядного стола была учреждена Герольдмейстерская контора (также при Сенате). В её обязанности продолжало входить составление дворянских списков, наблюдение за несением дворянами государственной службы, а ещё вошли кооптация в дворянское сословие лиц, достигших соответствующей ступени введённой в том же 1722 году Табели о рангах и составление гербов. С 1724 до 1738 года сочинением русских гербов занимался товарищ герольдмейстера Санти.
С 1800 года герольдия получила статус коллегии, но уже по министерской реформе 1802 года она была непосредственно подчинена генерал-прокурору Сената. Герольдия состояла из ряда экспедиций: отыскание и причисление к дворянству, перемена фамилий, гербы; производство в чины; ревизия определений дворянских депутатских собраний и др. С 1767 года она проверяла и свидетельствовала справки о дворянстве; с 1785 осуществляла проверку жалоб на определения дворянских депутатских собраний (с 1828 ревизию определений). С 1800 года герольдия вела общий гербовник городов Российской империи; с 1832 года ей также были переданы дела о почётном гражданстве и о принятии в российское подданство, о перемене и передаче фамилий.
В 1783–1794 гг. Герольдмейстерскую контору возглавлял Л. К. Талызин, составивший в начале 1790-х годов один из ранних русских рукописных гербовников «Руководство к геральдике, содержащее происхождение, основание и нужные правила науки сей относительно до гербов Российских с начертанием и описанием оных».
В ведении герольдии находилось издание адрес-календарей. В 1834 году в ведение герольдии были переданы дела о дворянстве Царства Польского; из российских территорий вне сферы контроля герольдии находилось только Великое княжество Финляндское.
В 1848 году был образован Департамент герольдии Сената, а его руководитель получил права обер-прокурора. В 1857 года работа с гербами перешла в ведение специально созданного Гербового отделения департамента Герольдии. В 1846—1858 годах производством в гражданские чины ведал Инспекторский департамент 1-го отделения Собственной Е. И. В. канцелярии.

### После февраля 1917 года
В мае 1917 года Департамент герольдии Правительствующего Сената был переименован в 3-й департамент Сената, который был упразднён 22 ноября 1917 года, а 13 апреля 1918 года постановлением Наркомата Юстиции Гербовое отделение преобразовано для научных целей в Гербовый музей. С 1 июня 1918 года этот музей находился в ведении Главного управления архивным делом. Все его материалы хранились в ЦГИА СССР.

### В Российской Федерации
Указом Президента Российской Федерации от 25 июля 1994 года № 1539 была образована Государственная герольдия при Президенте Российской Федерации в составе Администрации Президента России во главе с руководителем Государственной герольдии при Президенте Российской Федерации — государственным герольдмейстером. На эту должность был назначен заместитель директора Государственного Эрмитажа по научной работе Георгий Вилинбахов.
Указом Президента Российской Федерации от 29 июня 1999 № 856 вместо Государственной герольдии при Президенте Российской Федерации был образован Геральдический совет при Президенте Российской Федерации.

### Список герольдмейстеров (1721—1917)

Герольд на короновании Императора Александра III.

- Колычёв, Степан Андреевич (1721—1722)
- Плещеев, Иван Никифорович (1722—1731)
- Квашнин-Самарин, Пётр Тимофеевич (1731—1740)
- Желябужский, Никита Михайлович (1740—1753)
- Адодуров, Василий Евдокимович (1753—1755)
- Квашнин-Самарин, Фёдор Петрович (1755—1760)
- Лобков, Дмитрий Петрович (1760—1762)
- Головин, Николай Александрович (1765—1769)
- Щербатов, Михаил Михайлович (1771—1777)
- Волков, Александр Андреевич (1777—1783) (и. о.)
- Талызин, Лукьян Иванович (1783—1794) (и. о.)
- Щербатов, Павел Петрович (1796—1798)
- Ададуров, Алексей Петрович (1798—1799)
- Кромин, Евграф Козмич (1799—1800)
- Грушецкий, Владимир Сергеевич (1800)
- Козодавлев, Осип Петрович (1800—1802)
- Грушецкий, Владимир Сергеевич (1804—1817) (второй раз)
- Мансуров, Павел Александрович (1818—1822)
- Криденер, Антон Карлович (1824—1827)
- Званцов, Александр Петрович (1827—1837)
- Пефт, Гавриил Васильевич (1838—1841)
- Замятнин, Дмитрий Николаевич (1841—1847)
- Толстой, Иван Петрович (1848—1850)
- Философов, Владимир Дмитриевич (1850—1851)
- Булычёв, Иван Димитриевич (1851—1854)
- Философов, Владимир Дмитриевич (1854—1856) (второй раз)
- Матюнин, Андрей Ефимович (1856—1857)
- Стояновский, Николай Иванович (1857—1859)
- Муравьёв, Леонид Михайлович (1860—1867)
- Хвостов, Борис Николаевич (1867—1871)
- Орлов, Пётр Петрович (1871—1874)
- Батурин, Анатолий Дмитриевич (1874—1878)
- Рейтерн, Евграф Евграфович(1878—1889)
- Непорожнев, Николай Иванович (1889—1894)
- Шамрай, Фёдор Илларионович (1895—1914)
- Живкович, Алексей Александрович (1914—1917)

### Главы Гербового отделения Департамента Герольдии (1857—1917)

Герольд на короновании Императора Александра II.

- Кёне, Бернгард Васильевич (1857—1886) (начальник)
- Барсуков, Александр Платонович (1886—1914) (начальник)
- Лукомский, Владислав Крескентьевич (1915—1917) (управляющий)

### Государственный герольдмейстер (Российская Федерация)
- Вилинбахов, Георгий Вадимович (с 25 июля 1994)